# Klieren van Montgomery
De klieren van Montgomery, glandulae areolares of glandulae areolares Montgomerii zijn klieren die bij mensen in de tepelhof (areola) voorkomen. Ze zijn te zien als kleine bultjes in de tepelhof. Ze scheiden een olieachtige substantie af waardoor de huid soepel blijft. Deze substantie heeft ook een ontsmettende werking.
Zij werden genoemd naar William Fetherstone Montgomery, een Iers verloskundige die ze als eerste beschreef.
Tijdens de zwangerschap worden deze klieren vaak groter.
Volgens recente onderzoeken van Franse wetenschappers uit Dijon scheiden de klieren ook een geur af, die de baby stimuleert om meer te drinken.
Onderzoek bij 121 jonge vrouwen heeft aangetoond dat vrouwen met meer dan 9 klieren meer melk produceren, en dat de baby's meer melk dronken, waardoor deze sneller groeiden.
Volgens de onderzoekers zou dit een hulp van de natuur zijn bij moeders die hun eerste kind krijgen, omdat deze onervaren zijn in het voeden van hun kind.
Men hoopt met deze geurstof te vroeg geboren kinderen te kunnen "trainen" bij de overgang van sondevoeding naar borst of flesvoeding.